# 水楊醛
水杨醛，也称邻羟基苯甲醛、2-羟基苯甲醛，分子式为C6H4CHO-2-OH，室温下为无色油状液体。
水杨醛是制取多种螯合配体的原料，可由苯酚与氯仿在氢氧化钠溶液中加热发生瑞穆尔-悌曼反应制备：
水杨醛可发生多种反应：
- 与胺缩合生成施夫碱，与乙二胺缩合得到Salen配體，与羟胺缩合得到水杨醛肟。
- 用过氧化氢氧化得到邻苯二酚。[2]
- 与丙二酸二乙酯缩合得到香豆素衍生物。[3]
- 与氯乙酸发生威廉姆逊合成环化得到苯并呋喃。[4]

制备：
由苯酚和氯仿在氢氧化钠溶液中反应得到。改进的制法是由邻甲苯酚与三氯氧磷或光气反应、再经水解制得。也可以由水杨酸电解还原或由水杨酰卤催化还原制得。